# Balthild
Sankta Balthild (Batilde, Bathilde, Bathildis), född under första hälften av 600-talet, i England, troligtvis i södra delen, död 680, var ett frankiskt helgon och drottningregent. Som gift med Klodvig II var hon drottning av Neustrien och senare regent i Neustrien som förmyndare för sin son 657–664. 

## Biografi

### Tidigt liv
Balthild tillfångatogs och såldes som slav till stormannen och maior domus Erchinoald i Neustrien i Frankerriket. Senare gifte hon sig med kung Klodvig II och blev drottning.

### Regent
Efter makens död 657 blev hon änkedrottning och regent som förmyndare för sin son, den blivande kung Chlothar III över Neustrien och Burgund. Hon lyckades också få sin yngre son Childerik II accepterad som kung av Austrasien i början av 660-talet. Den sista officiella skriftliga handlingen hon gjorde såsom regent var till förmån för ett kloster i Corbie 664. 

### Senare liv
Hon avsade sig sitt regentskap och levde som nunna de sista åren av sitt liv och dog i ett kloster i Chelles cirka 680, varefter hon blev betraktad som helgon.

## Helgon
Sankta Balthild - ipsa pretiosa et optima Dei margarita (Guds mest värdefulla och främsta pärla) - kanoniserades av påven Nicolaus I på 800-talet och hennes helgondag är den 26 januari, i Frankrike firas hon den 30 januari.

## Bildgalleri

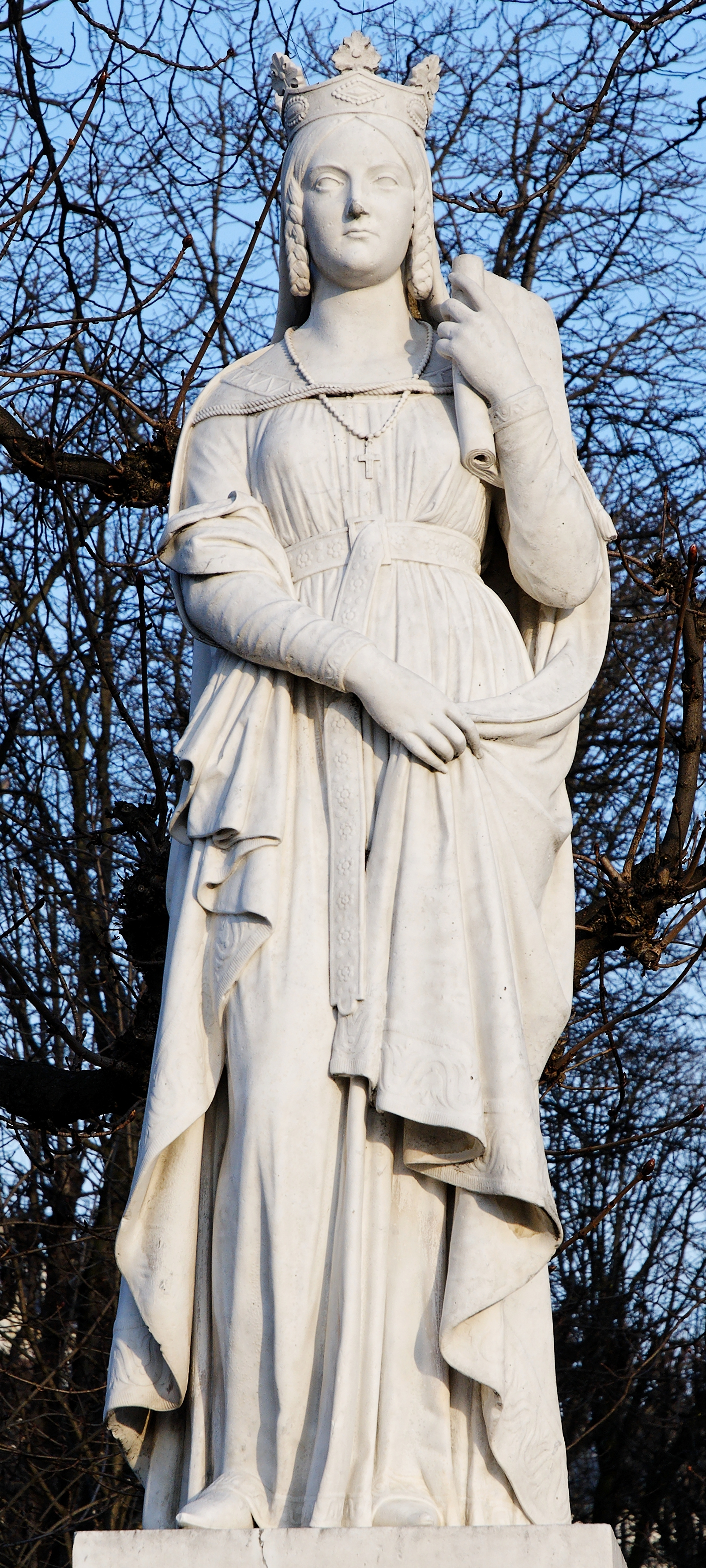

## Hagiografi
- Vita Sanctae Balthildis, Monumenta Germaniae historica, Scriptores rerum merovingicarum 2, Hannover 1888.
- Sainted Women of the Dark Ages, Durham & London 1992.